# マルギト (東ローマ皇后)
マルギト（洪: Margit, 1175年 - 1223年以降）は、東ローマ帝国の皇帝イサキオス2世アンゲロスの皇后。父はハンガリー王ベーラ3世。ギリシア語名はマルガリタ (Μαργαρίτα) 。

## 生涯
父の政略のため、東ローマ皇帝であったイサキオス2世と1185年に結婚した。2人の仲は良く、その間に彼女は2人の子供を出産している。しかし1195年、イサキオス2世の弟アレクシオス3世アンゲロスのクーデターで夫と共に廃された上、幽閉された。その8年後の1203年、アレクシオス4世アンゲロス（イサキオス2世と先妻の息子）を擁する第4回十字軍に助け出されたが、1204年に今度はアレクシオス5世ドゥーカスのクーデターにあい、夫は殺されてしまった。
その後、1205年にコンスタンティノープルで、十字軍のモンフェッラート侯ボニファーチョ1世（エルサレム王コンラドの弟）と再婚した。これも実はモンフェッラート侯の政略で、マルギトが東ローマ帝国の皇后であったという経歴を利用して、その権利によってラテン帝国の皇位を狙ったのであるが、果たせずサロニカ王となった。そして彼も1209年にブルガリア人とクマン族との戦いで戦死すると、先妻の息子グリエルモ6世とマルギトの幼い王子デメトリオとの間に後継者争いが生じた。マルギトはラテン皇帝アンリ1世の援助を受けて、デメトリオに王位を継がせることに成功した。その後、自ら息子を後見したが、1223年、エピロス専制公テオドロス1世によってテッサロニキが包囲下に置かれると、彼女は故地ハンガリーに逃亡した。テッサロニキの陥落と王国の滅亡は翌1224年のことである。